# 亞尼斯湖
亞尼斯湖（俄语：Янисъярви），又按芬兰语名译为耶尼斯湖，是俄罗斯卡累利阿共和国的湖泊，位于拉多加湖北部，并注入拉多加湖。

## 描述
该湖的集水面积为3600km²。湖中共有43个岛屿，总面积为1.5km²，多靠近湖岸，湖中央处有三座岛屿。湖岸甚高，多石，为松林所覆盖。湖水流入约20条小河。湖面每年于十一月中旬封冻，五月中旬解冻。
湖中有欧白鲑、白鲑、鲈鱼、江鳕、狗鱼及拟鲤等鱼类。
该湖的盆地稍呈圆形，为同位素年龄700±5百万年（Ma）（另有文献认为是698±22 Ma）成冰纪的一次陨石撞击而形成。陨石坑直径约为14千米。
在第二次世界大战之前，该湖一直被认为是芬兰境内第二座陷落火山口（另外一座是拉帕湖），但最后两湖都被却认为陨石坑而非火山口。

## 相册

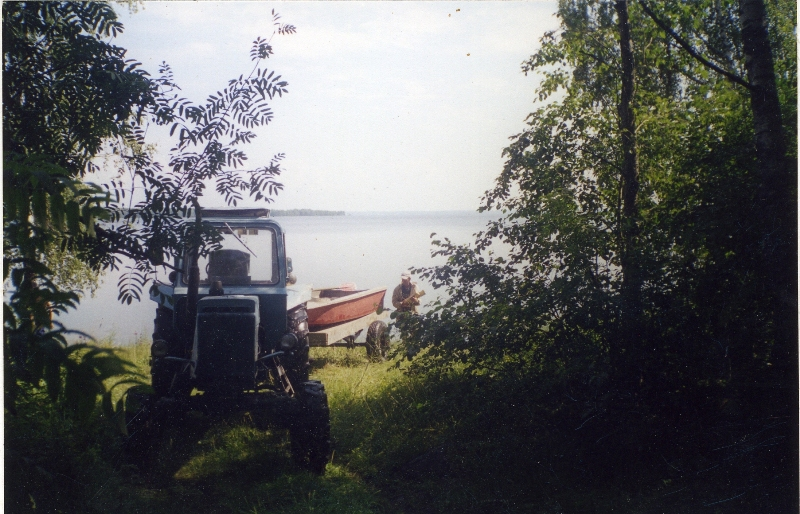
阿拉兰皮村（Алалампи）附近的亞尼斯湖
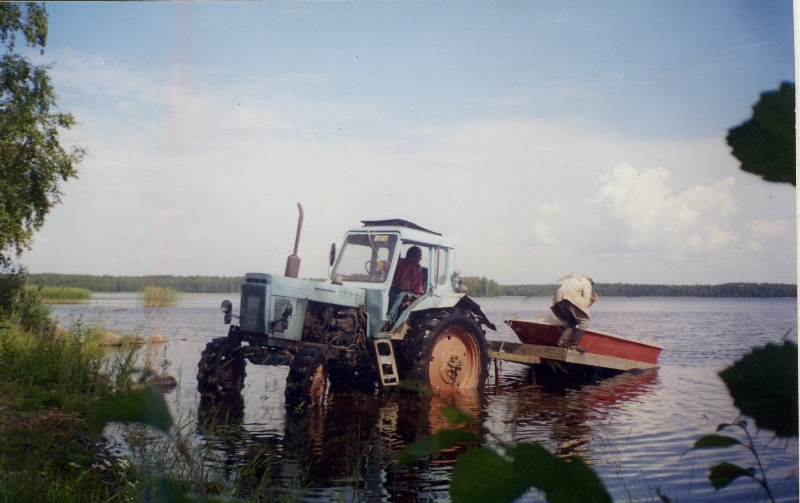
阿拉兰皮村（Алалампи）附近的亞尼斯湖